# 林家川
林家川（1981年3月1日—），中國电视剧演员及话剧演员，代表作有《笑着活下去》、《她的一生》、《菊子》、《你是我的生命》、《我是一棵小草》、《牵挂》、《父爱如山》等。因在电视剧《笑着活下去》饰演反派陆军一角而为人熟知。林家川的父亲是编剧林和平。

## 演出作品

### 电视剧
- 2005年：电影学院的故事
- 2006年：继父 饰 王小秋
- 2006年：爱有多深 饰 苗春雷
- 2007年：成功人士 饰 周全
- 2007年：为您服务 饰 吴风雷
- 2007年：西圣地 饰 青稞
- 2007年：阳光职介所 饰 小花子
- 2007年：嫁个好男人 饰 小刘
- 2007年：着活下去 饰 陆军
- 2007年：好男当家 饰 周全
- 2009年：我是一棵小草 饰 林大树
- 2009年：勋章 饰 王东宝
- 2009年：人活一张脸 饰 贾宝君
- 2010年：父爱如山 饰 韩强
- 2010年：牵挂 饰 周伟民
- 2010年：血色恋情 饰 高秧子
- 2010年：朋友一场 饰 朱明可
- 2010年：爸爸别走 饰 张强子
- 2011年：家之门 饰 郑大川
- 2011年：你是我的生命 饰 裴小庆
- 2011年：晕头不转向 饰 孟良
- 2011年：菊子 饰 元宝
- 2011年：家产 饰 高飞
- 2011年：她的一生 饰 成毅
- 2012年：一生只爱你 饰 安宝贵
- 2012年：囧人的幸福生活 饰 王总
- 2013年：石榴红了 / 火红的日子
- 2013年：枪械师 饰 路崖
- 2013年：非缘勿扰
- 2014年：幸福在哪里 饰 田借粮
- 2014年：结婚前规则 饰 程大白活
- 2014年：天使的微笑 饰 郑三贵
- 2015年：我的铁血金戈梦
- 2016年：乡村情感之女怕嫁错郎
- 2016年：真心想让你幸福 饰 大川
- 2016年：我的老爸是卧底 饰 史来风
- 2016年：二姐黄大妮（客串）
- 2017年：我的！体育老师饰 警察甲（客串）
- 2018年：合伙人 饰 大风叔 (兼任"導演")
- 2018年：丁大命 饰 丁大命
- 2019年：远方的山楂树饰 罗永泽
- 2020年：加油吧，思思(網絡劇) 饰 冰刀贊助商
- 2020年：焕脸(網絡劇)饰  藍助理（客串）
- 2021年：我和我的三个姐姐 饰 韩爱松
- 2023年：狂飙饰 唐小龍
- 2023年：大宋少年志2 饰  斗笠客
- 2023年：拆案：黎明将至(網絡劇)饰 尹震天
- 2023年：三大队饰 蔡彬
- 2024年：大唐狄公案(網絡劇)饰 易潘
- 2024年：哈尔滨一九四四 饰 何山
- 2024年：執行法官 饰  张睿
- 2024年：清明上河图密码 飾 萬福
- 2025年：2099 (網絡劇)饰 大司馬
- 待播：奇迹 饰 关涛
- 待播：长风破浪终有时
- 待播：树影迷宫 (網絡劇)
- 待播：城墙之上 飾 光頭
- 待播：平等之门
- 待播：醉梦 (網絡劇)
- 待播：冬去春来

### 电影
- 2022年：扫黑行动 饰 贾川
- 2025年：绑架毛乎乎 饰 保安队长汤姆

### 话剧
- 《哗变》饰 格林渥
- 《一仆二主》饰 特鲁法尔金诺（该剧荣获全国大学生戏剧节表演二等奖）
- 《许三观卖血记》饰 许三乐（该剧荣获全国大学生戏剧节表演一等奖）
- 《求婚》饰 洛莫夫
- 《龙须沟》饰 二嘎子（该剧荣获全国大学生戏剧节表演一等奖）